# Corps caverneux du pénis
Pour les articles homonymes, voir Corps caverneux.

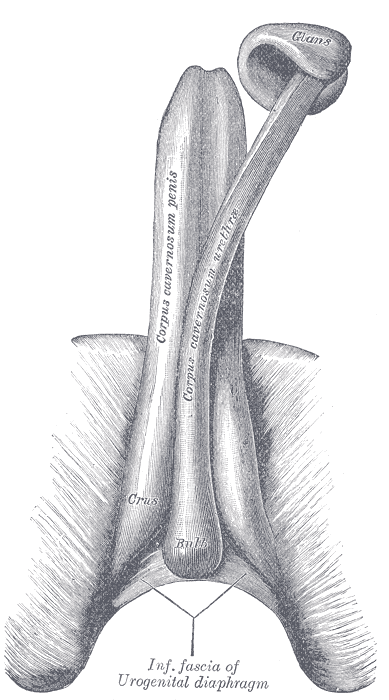
Les corps caverneux en dessous et le corps spongieux au-dessus.

Le corps du pénis est composé de corps érectiles, permettant l'érection : deux corps caverneux et un corps spongieux :
- les corps caverneux (corpora cavernosa penis), cylindriques, au nombre de deux, dorsolatéraux, situés côte à côte sur le dos de la verge ;
- le corps spongieux (corpus spongiosum penis), unique, central, situé dans une dépression formée à la partie inférieure des corps caverneux, sur le ventre de la verge. Il est parcouru, sur sa longueur, par l'urètre et se termine par un renflement qui constitue la matière du gland. Le corps spongieux est situé au-dessous des corps caverneux.

Les deux corps caverneux péniens sont entourés d'une enveloppe fibreuse épaisse appelée albuginée. Ses fibres se rejoignent et forment au niveau médial une cloison perforée qui permet à ces corps de fonctionner comme une unité.
Le tissu des corps caverneux et spongieux est formé d'un réseau d'espaces caverneux interconnectés, appelés espaces lacunes.

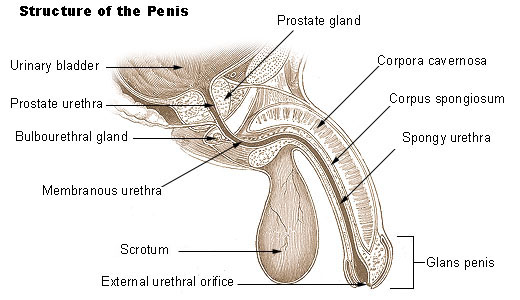
Vue en tranche d'un appareil reproducteur masculin.